# トビリシ中央駅
トビリシ中央駅（トビリシちゅうおうえき、グルジア語: თბილისის ცენტრალური სადგური、グルジア語ラテン翻字: Tbilisis Tsentraluri Sadguri）は、ジョージアのトビリシにある鉄道駅。1872年に開業し、様々な増改築を経て、現在はショッピングモールを備えた巨大な駅ビルとなっている。

## 歴史

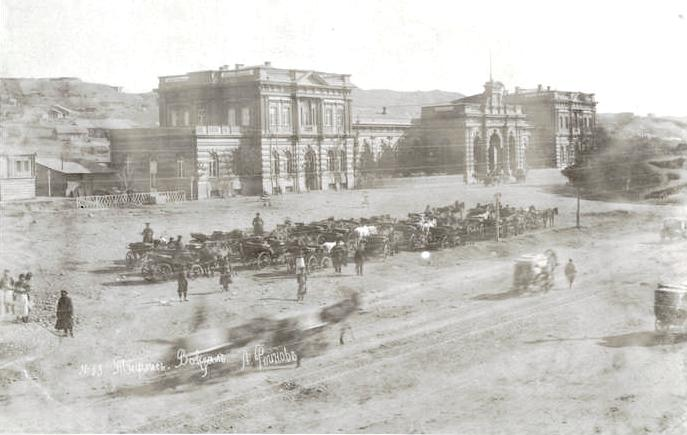
1870年代のトビリシ中央駅

最初のトビリシ中央駅は1872年に建設され、黒海の港町ポティからの資材移動の拠点となった。1940年、駅舎は撤去され、新しいスターリン様式の建物に再築された。1980年代初頭、老朽化した1940年代の構造物を撤去し、ブルータリズム様式の駅舎に改築した。この設計を行った建築家バイラマシヴィリ、カヴラシヴィリ、G・シャヴディア、ジブラゼは、1992年に国家賞を受賞した。2010年、トビリシ中央駅に増改築が行われ、駅舎にショッピングモールが組み込まれた。この増改築は建築家ズワルツとジャンスマによって設計された。
駅にはトビリシ地下鉄の2路線が乗り入れており、それぞれ駅前広場第一駅と駅前広場第二駅で乗り換えすることができる。